# Jennifer Croft
Jennifer Croft (Oklahoma, 1981) es escritora, crítica y traductora. Obtuvo el Premio International Booker por la traducción al inglés de la novela Los errantes, de la premio Nobel polaca Olga Tokarczuk. También tradujo a varios autores argentinos contemporáneos, como Romina Paula, Pedro Mairal y Federico Falco. Es cofundadora de The Buenos Aires Review y ha escrito artículos para The New York Times, The Los Angeles Review of Books, The Paris Review, Granta, y otros medios. En 2019 publicó Homesick, una memoir con la que ganó el premio internacional William Saroyan en la categoría no ficción. Serpientes y escaleras es su primera obra escrita en castellano.
Croft ha escrito sobre la traducción y el exilio, la ficción norteamericana contemporánea, y el Aeropuerto de Berlin-Tempelhof.

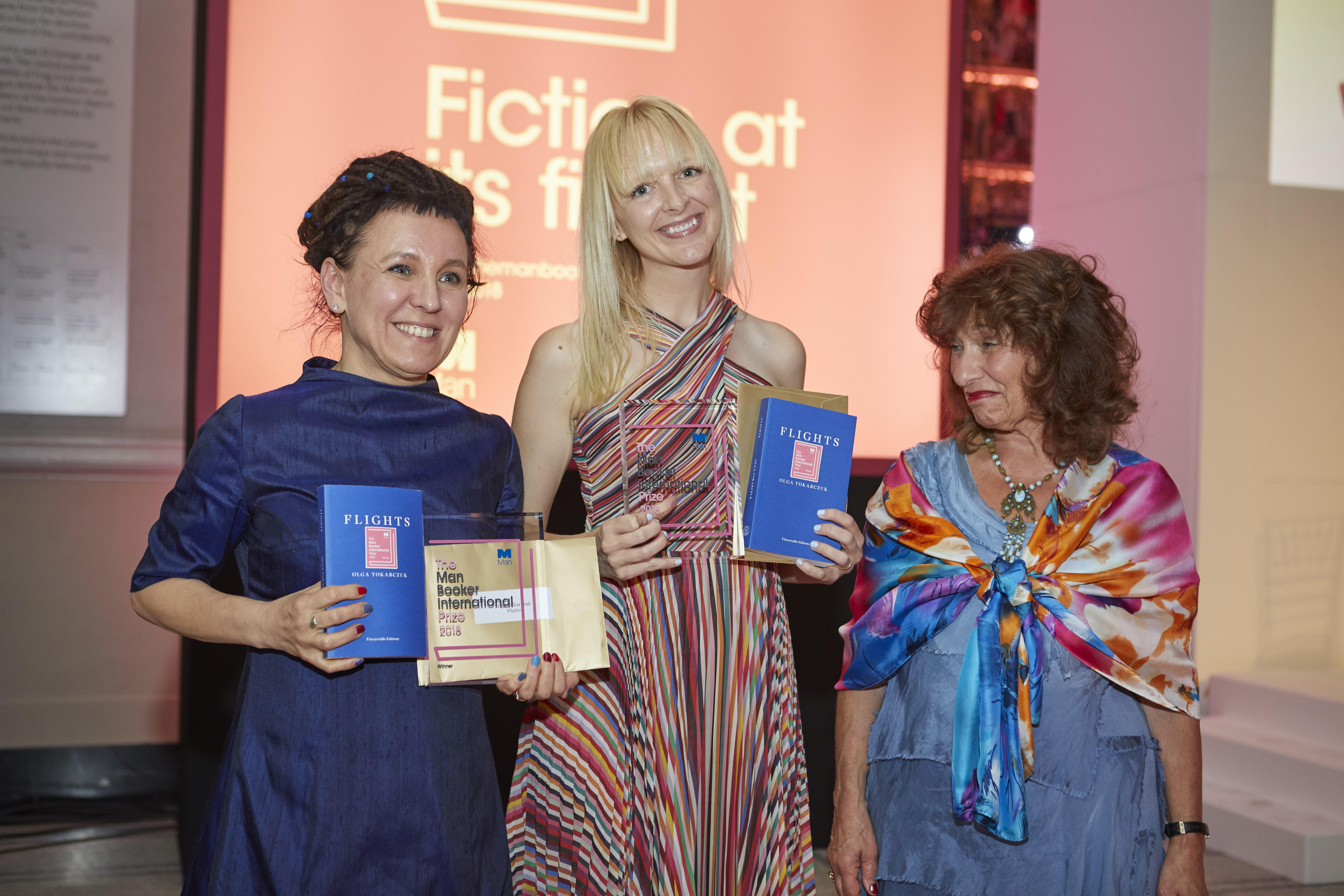
Jennifer Croft y Olga Tokarczuk con Lisa Appignanesi OBE, juez para el 2018 Premio Internacional Booker.